# Undershakers
Undershakers est un groupe de pop espagnol, originaire de Gijón, dans les Asturies. Le groupe se sépare en 2000, et deux des membres, les sœurs Álvarez formeront le groupe Pauline en la Playa.

## Biographie
Le groupe est formé en septembre 1994 à Gijón et composé de cinq musiciennes. En 1995, elles remportent le II Concurso de Rock Universitario Ciudad de Oviedo, après quoi elles enregistrent un EP quatre pistes publié sous le nom de Undershakers, au label Subterfuge Records. L'EP étant bien accueilli, en 1996, le groupe publie son premier album studio, intitulé Nightshow. En 1997, elles sortent le mini-album Sola, dans lequel leur style musical se détache progressivement de leur style initial des années 1960, pour sortir l'album Voodoo un an plus tard. 
En 1999, elles publient leur dernier album, Perfidia, et participent également à la bande-son du film Shaky Carmine. Le morceau El Amor perfeto, qui en est extrait, fait usage de l'ironie et de l'humour.
Pendant les années 1990, elles deviennent l'un des groupes les plus populaires de pop alternative espagnole, et l'un des groupes catégorisés « Xixón sound ». Ils commencent cependant à chanter en anglais, et dès leur deuxième album, alternent entre l'anglais et en l'espagnol. 
La dissolution du groupe se fait directement avec un changement de style musical. Les membres du groupe commentent, lors d'entretiens, avoir commencé à composer des chansons si différentes des précédentes qu'« elles n'étaient plus des Undershakers, mais de quelqu'un d'autre. » Deux des membres, les sœurs Álvarez, ne souhaitaient pas mettre fin aux projets qu'elles avaient initié et forment un nouveau groupe de pop, Pauline en la Playa.

## Discographie
- 1996 : Nightshow
- 1997 : Sola
- 1998 : Vudú
- 1999 : Perfidia
- 2003 : Grandes aventuras 1994-2000